# Элимозеро
Элимозеро — пресноводное озеро на территории Амбарнского сельского поселения Лоухского района Республики Карелии.

## Общие сведения
Площадь озера — 1,7 км². Располагается на высоте 89,2 метров над уровнем моря.
Форма озера продолговатая: оно более чем на два километра вытянуто с запада на восток. Берега каменисто-песчаные, преимущественно заболоченные.
С южной стороны озера вытекает безымянный водоток, впадающий в озеро Боярское, через которое протекает река Пулома, впадающая в Энгозеро. Воды Энгозера через реки Калгу и Воньгу попадают в Белое море.
Населённые пункты и автодороги вблизи водоёма отсутствуют.
Код объекта в государственном водном реестре — 02020000711102000003146.